# Artem Cepotan
Artem Cepotan (in ucraino Артем Цепотан?; Charkiv, 9 aprile 1978) è uno scacchista ucraino, Maestro Internazionale.
Negli anni '90 ha frequentato la scuola di scacchi di Charkiv (Харківська шахова школа), dove ha avuto come istruttore il Maestro internazionale Borys Chanukov. Nel 2000 si è laureato in scienze dell'educazione all'Università Pedagogica Nazionale di Charkiv.
Tra i suoi risultati la vittoria nel campionato U20 della città di Charkiv del 1996 e il terzo posto nell'open di Beirut del 1998. È stato per molti anni istruttore nella scuola di scacchi di Charkiv. Nei primi anni 2000 ha avuto tra i suoi allievi Anna Ušenina, campionessa del mondo femminile nel 2012. 
Negli anni 2015-2016 è stato istruttore via internet di Zhou Liran, che in agosto 2017 è diventato, all'età di 9 anni, 3 mesi e 22 giorni, il più giovane Maestro della Federazione scacchistica statunitense. In settembre 2019 Zhou Liran ha vinto a Weifang il Campionato del mondo giovanile U12. 
In maggio 2011 ha fondato il sito 2700chess.com, che riporta il Live rating  dei Super GM (Grandi maestri con Elo di almeno 2.700 punti).